# 2209 Tianjin
A 2209 Tianjin (ideiglenes jelöléssel 1978 US1) a Naprendszer kisbolygóövében található aszteroida. Bíbor-hegyi Obszervatórium fedezte fel 1978. október 28-án.